# Ozyptila pauxilla
Ozyptila pauxilla är en spindelart som först beskrevs av Simon 1870.  Ozyptila pauxilla ingår i släktet Ozyptila och familjen krabbspindlar. Inga underarter finns listade i Catalogue of Life.